# Martin Bláha
Martin Bláha (Brno, 12 de setembro de 1977) é um desportista checo que compete no ciclismo na modalidade de pista, especialista na prova de madison; ainda que também disputa carreiras de rota.
Ganhou três medalhas no Campeonato Mundial de Ciclismo em Pista entre os anos 2009 e 2014, e quatro medalhas no Campeonato Europeu de Ciclismo em Pista entre os anos 1999 e 2012.

## Medalheiro internacional
| Campeonato Mundial | Campeonato Mundial         | Campeonato Mundial | Campeonato Mundial |
| Ano                | Lugar                      | Medalha            | Competição         |
| ------------------ | -------------------------- | ------------------ | ------------------ |
| 2009               | Pruszków ( Polónia)        | Medalha de bronze  | Madison            |
| 2011               | Apeldoorn ( Países Baixos) | Medalha de prata   | Madison            |
| 2014               | Cali ( Colômbia)           | Medalha de prata   | Madison            |
| Campeonato Europeu |                            |                    |                    |
| Ano                | Lugar                      | Medalha            | Competição         |
| 1999               | Gante ( Bélgica)           | Medalha de bronze  | Madison            |
| 2005               | Dalmine ( Itália)          | Medalha de prata   | Madison            |
| 2010               | Pruszków ( Polónia)        | Medalha de ouro    | Madison            |
| 2012               | Panevėžys ( Lituânia)      | Medalha de ouro    | Madison            |